# Курт Айхманн
Курт Айхманн (нім. Kurt Eichmann; 11 жовтня 1917, Мюльгайм-на-Рурі — 15 листопада 1942, Гібралтарська протока) — німецький офіцер-підводник, оберлейтенант-цур-зее крігсмаріне.

## Біографія
3 квітня 1937 року вступив на флот. З 16 листопада 1941 по вересень 1942 року — командир підводного човна U-151, з жовтня 1942 року — U-98. 22 жовтня вийшов у свій перший і останній похід. 15 листопада U-98 був виявлений і потоплений глибинними бомбами британського есмінця «Реслер» західніше Гібралтарської протоки. Всі 46 членів екіпажу загинули.

## Звання
- Кандидат в офіцери (3 квітня 1937)
- Морський кадет (21 вересня 1937)
- Фенріх-цур-зее (1 травня 1938)
- Оберфенріх-цур-зее (1 липня 1939)
- Лейтенант-цур-зее (1 серпня 1939)
- Оберлейтенант-цур-зее (1 вересня 1941)

## Нагороди
- Залізний хрест 2-го класу (8 грудня 1939)
- Нагрудний знак есмінця (1940)
- Нагрудний знак підводника (21 липня 1941)[4]